# Artie Shaw

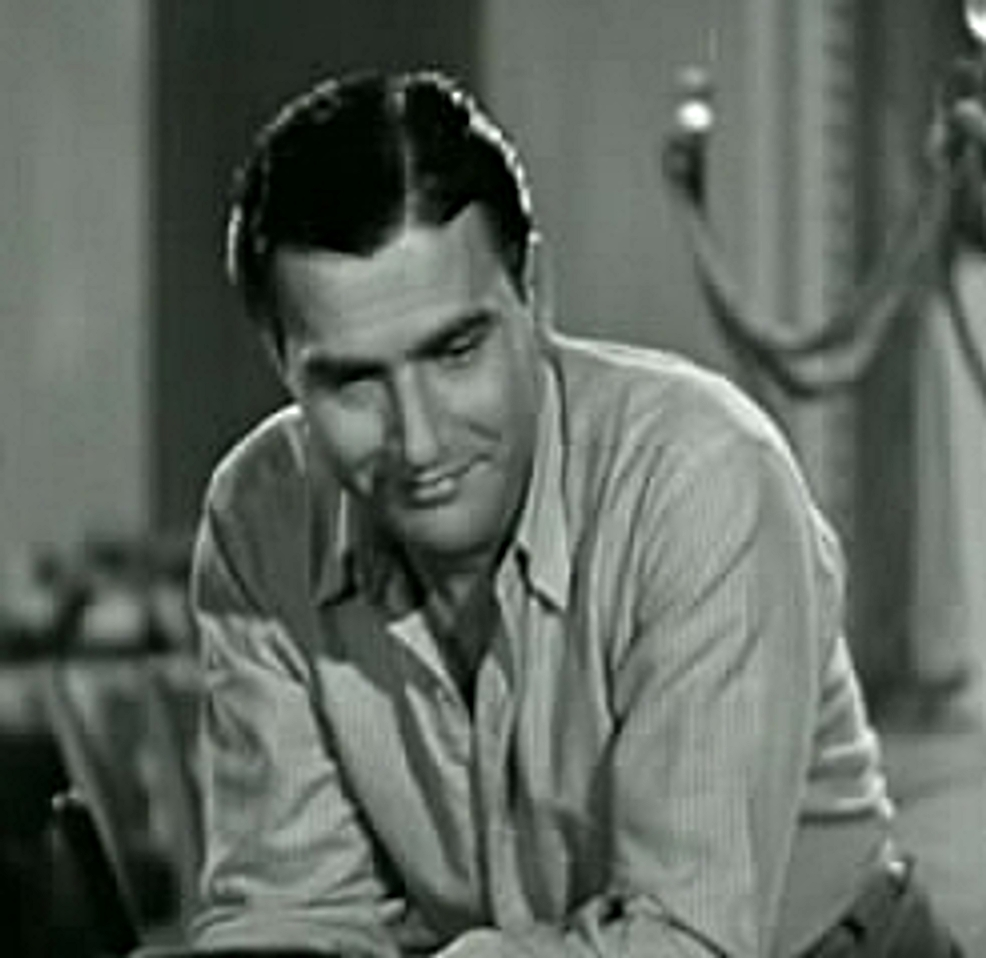
Artie Shaw

Artie Shaw, artiestennaam van Arthur Jacob Arshawsky (New York, 23 mei 1910 – Thousand Oaks (Californië), 30 december 2004) was een Amerikaanse jazzklarinettist, jazzcomponist, bandleider, schrijver en acteur.
Op veertienjarige leeftijd begon hij de saxofoon te bespelen, en enkele maanden later de klarinet. Op zijn vijftiende verliet hij de middelbare school om als muzikant door Amerika te trekken. In 1934 staakte hij zijn muzikale activiteiten tijdelijk om zijn school af te maken.
Na het leiden van diverse combo's vormde hij in het voorjaar van 1937 een swingband met de naam Artie Shaw and His New Music, die echter niet veel succes had totdat Jerry Gray een arrangement maakte voor Cole Porters lied "Begin the Beguine" waarmee de band zijn reputatie vestigde. De opname van juli 1938 maakte van het nummer een klassieker. Shaws eigen radioshow, de vele opnames die hij met zijn band maakte en de optredens in de dance halls verzekerden het behoud van zijn populariteit.
Shaw zou in de periode 1935-1945 vooral bekend worden als de Koning van de Klarinet. Tijdens de Tweede Wereldoorlog speelde hij in de oorlogsgebieden voor de Amerikaanse soldaten. Gedurende zijn hele leven wisselde hij periodes waarin hij veel muziek maakte af met periodes waarin hij zich met andere dingen bezighield, waaronder het schrijven van boeken en het spelen in films.
Shaw scoorde voor Bluebird Records verschillende hits, met onder meer "It Had to Be You", "Donkey Serenade", "Rose Room" , "Out of Nowhere" , "Oh, Lady Be Good" en "All the Things You Are". Met een tweeëndertigkoppige band, versterkt door dertien strijkers, nam Shaw op 3 maart 1940 zijn bestseller "Frenesi" op.
Shaw was tot begin jaren 40 getrouwd met Betty Kern, trouwde met Lana Turner in februari 1940 en scheidde nog datzelfde jaar van haar. Daarna, in de periode 1945 - 1946, was hij getrouwd met Ava Gardner en van 1957 tot 1985 met filmactrice Evelyn Keyes. Artie Shaw overleed op 94-jarige leeftijd.